# Oddworld: Munch's Oddysee
Oddworld: Munch’s Oddysee es un videojuego lanzado para la consola Xbox en el año 2001, llegando a Europa en 2002. Desarrollado por Oddwolrd Inhabitants, se trata de la tercera entrega de la saga de videojuegos Oddworld, situado entre Abe’s Oddysee y  Stranger's Wrath. Munch’s Oddysee es la primera aventura 3D de la saga y pertenece al género de plataformas.  
Originalmente anunciado como un título desarrollado para la consola PlayStation 2, sin embargo, terminó siendo lanzado exclusivamente como uno de los títulos de lanzamiento para la Xbox debido a que los creadores la consideraron la consola óptima para desarrollar el título. El título fue publicado por Microsoft Games.

## Synopsis
El juego se desarrolla en el conocido planeta Oddworld.
La trama comienza cuando una especie de seres anfibios conocidos como Gabbit se ve amenazada por las propiedades "psicoactivas" que poseen sus órganos y huevos. La especie Vykkers se dedican a la captura y experimentación con la especie Gabbit. La historia comienza cuando Munch, el último Gabbit con vida, logra escapar del laboratorio donde es encontraba preso con la ayuda del antiguo protagonista de la saga de la especie Mudokon, Abe. La trama del videojuego gira a en torno al personaje Munch que con ayuda de Abe deben rescatar a los Fuzzies ( seres pequeños y peludos), a los Mudokons esclavos en las diferentes industrias de Oddwolrd  y hacerse con los últimos huevos de Gabbits que se venden como "Gabbiar" para el mejor postor, para así, poder salvar a la especie. Los antagonistas del videojuego pertenecen a una civiliazión industrial y dominante compuesta por las especies Glukkons y Vykkers. El final del juego cambia depende del número de personajes que consigas rescatar a lo largo de la aventura mientras recorres los diferentes niveles.

## Jugabilidad
Oddworld: Munch’s Oddysee es un videojuego de plataformas en 3D. El juego se basa en ir superando diferentes niveles en los cuales se mezcla plataformas y exploración.  
En la aventura controlaremos a Abe y a Munch variando la jugabilidad con cada personaje. Abe puede caminar, correr, saltar, accionar mecanismos, crear hechizos para controlar enemigos. Munch puede caminar, saltar, nadar, subirse a una silla de ruedas y activar mecanismos con descargas eléctricas. Existen máquinas expendedoras que otorgan nuevas habilidades por tiempo limitado. Durante el gameplay se puede alternar el control entre Abe y Munch. 
El concepto jugable se basa en ir superar los diferentes niveles utilizando las habilidades de cada personaje para poder conseguir avanzar e ir salvando a las demás especies esparcidas por el mapa. 

## Desarrollo
El plan inicial de la compañía Oddworld Inhabitants era crear una pentalogía con la saga Oddworld, introduciendo con cada nueva entrega un nuevo personaje que se uniría a un grupo de revolucionarios que lucharían contra la explotación de la naturaleza y de las diferentes especies que la habitan. Siguiendo este planteamiento, Oddworld: Munch's Oddysee es realmente el segundo título o parte de esta pentalogía. 
Tras el lanzamiento de Abe's Exoddus en 1998, se comenzó la creación de la nueva entrega de la franquicia. Inicialmente se planteó como un título revolucionario que mezclaría elementos de juego de rol, aventura, acción, estrategia, control de vehículos, simulación, gestión medioambiental, ciclos diurnos y lucha de clases. La jugabilidad pasaría del 2D al 3D. El videojuego sería anunciado inicialmente para PlayStation 2 en el año 1999. Al año siguiente ya se daría a conocer que la plataforma de lanzamiento sería finalmente Xbox. La distribuidora de las anteriores entregas, GT Interactive, sería absorbida por Infogrames, y siendo finalmente la propia Microsoft la que funcionaría como distribuidora. Esto entre otras razones como la libertad técnica de hardware que ofrecía Xbox supondría la cancelación del proyecto para PlayStation 2. 
Sin embargo, y aún dado el cambio de sistema en el que el juego saldría, el desarrollo se vio fuertemente influenciado por los límites tanto técnicos como de tiempo. Esto supuso que la versión que se lanzaría en noviembre de 2001 en Estados Unidos difiriera bastante del concepto original que se tenía para el título.
Tras una recepción no tan positiva como se esperaba tanto por crítica y fanáticos del título, Oddworld Inhabitans decidió abandonar el concepto de pentalogía y dedicarse a explorar nuevas facetas del universo de Oddword.